# Dragon Ball Z - Il destino dei Saiyan
Dragon Ball Z - Il destino dei Saiyan (ドラゴンボールZ とびっきりの最強対最強?, Doragon Bōru Z - Tobikkiri no saikyō tai saikyō, lett. "Dragon Ball Z - L'incredibilmente forte contro il più forte") è un film del 1991 diretto da Mitsuo Hashimoto. È un mediometraggio anime, l'ottavo film basato sul manga Dragon Ball e il quinto ad essere tratto dalla serie TV Dragon Ball Z. Fu proiettato per la prima volta in Giappone il 20 luglio 1991 presso il festival Toei Anime Fair insieme ad altri due mediometraggi, Magical Taruruuto-kun: Moero! Yuujou no mahou taisen (dalla serie Magical Talroot-kun) e Dragon Quest: Dai no daibōken (dalla serie Dai - La grande avventura).
Per la prima volta l'autore del manga Akira Toriyama disegnò interamente i personaggi del film. Esso utilizza per i titoli di coda una nuova canzone intitolata "Tobikkiri no saikyō tai saikyō" (｢とびっきりの最強対最強｣?) di Dai Satō e Chiho Kiyoka, cantata da Hironobu Kageyama e gli Ammy.

## Trama
Quando Freezer aveva distrutto il pianeta Vegeta non si era accorto che, in direzione del pianeta Terra, si stava dirigendo la navicella di Son Goku, che era stata invece avvistata dagli scagnozzi di Cooler, fratello maggiore di Freezer. Cooler, disturbato dalla "leggerezza" del fratello, aveva ordinato di lasciar andare la navicella in quanto essa era responsabilità di Freezer. Più di vent'anni dopo, Goku sconfigge su Namecc Freezer, così Cooler decide di andare sulla Terra per vendicare suo fratello e terminare l'opera di sterminio dei Saiyan. Arrivati sulla Terra, Cooler e i suoi uomini attaccano Goku ed i suoi amici. Goku viene ferito gravemente da un attacco di Cooler e ha un urgente bisogno di cure mediche, così suo figlio Son Gohan raggiunge la Torre di Karin per farsi dare qualche senzu. Tuttavia, il ragazzino viene catturato dagli scagnozzi di Cooler, ma grazie all'aiuto di Piccolo riesce a sfuggire e a portare i senzu a suo padre.

Cooler affronta Super Saiyan Goku

Goku si riprende e, venuto conoscenza della sconfitta dei suoi amici, ha uno scontro diretto con Cooler, che una volta trasformato nella sua forma finale si dimostra molto più forte di suo fratello e dello stesso Goku. Ormai sul punto di arrendersi, Goku, colmo di rabbia e di senso di colpa per la sconfitta dei suoi amici, risveglia in lui i suoi veri poteri e si trasforma in Super Saiyan dimostrandosi nettamente più forte di Cooler, esattamente come successo su Namecc contro Freezer. Dopo un breve scambio di colpi, Cooler crea un'enorme Supernova per distruggere la Terra. Goku raccoglie tutte le sue energie e riesce a rilanciare indietro l'attacco, spedendo Cooler contro il sole. In quel momento Cooler si ricorda della navicella che aveva lasciato andare, rendendosi conto che Freezer non era stato l'unico a comportarsi con leggerezza.

### Nuovi personaggi
- Cooler (クウラ?, Kuura): il principale antagonista del film, nonché fratello maggiore di Freezer. L'aspetto di Cooler nella sua forma base è molto somigliante a quello di Freezer nella sua forma finale, anche se Cooler ha la pelle viola, diversamente dal fratello che l'ha completamente bianca. Come Freezer, Cooler, gestisce i problemi in maniera intellettuale e seriamente, ma non si fa sopraffare dal suo ego e non sottovaluta facilmente i suoi avversari, come quando afferma che Son Goku è vivo, nonostante l'abbia ferito gravemente. Come suo fratello minore, Cooler è in grado di aumentare il proprio potere attraverso trasformazioni, e nella sua ultima forma, possiede un livello di combattimento di 470.000.000. Come suo fratello, il nome "Cooler" è un gioco di parole sulle cose legate al freddo.
- Sauzer (サウザー?, Sauzā): il capo dei combattenti di Cooler. Il suo aspetto è quello di un giovane uomo dalla pelle celeste. Possiede un livello di combattimento di 170.000, superiore a quello della Squadra Ginew. Oltre alle capacità comuni di volo e getti di energia è capace di utilizzare una tecnica speciale: infatti può creare una lama di energia sulla mano tesa, col quale può tagliare ogni cosa. È il soldato d'élite più potente di Cooler e lavora spesso con Dore e Neize a lui inferiori in forza, velocità e intelligenza, ma comunque molto potenti. Sauzer giunge sulla Terra con Cooler e i due compagni per sterminare i Saiyan e conquistare l'intero pianeta, ma viene sconfitto da Piccolo. Ricompare brevemente anche nel film Dragon Ball Z: Il diabolico guerriero degli inferi. Il suo nome deriva da Thousand Island (サウザンアイランド・ドレッシング?, Sauzan Airando•doresshingu), un famoso tipo di salsa.[1]
- Dore (ドーレ?, Dōre): uno dei servi di Cooler, fisicamente simile ad Hulk, con pelle verde e lunghi capelli neri. Ha un livello di combattimento di 185.000, il che in teoria lo rende il più forte del trio (sebbene però sia quello che ottiene i risultati peggiori). Sembra essere l'unico guerriero d'élite (considerando oltre alla sua squadra anche la Squadra Ginew, Kiwi, Zarbon e Dodoria) a indossare un elmetto oltre alla normale corazza. Quando Cooler lo incarica insieme agli altri di trovare Goku e suo figlio Gohan, che sono nascosti, cerca di stanarli riducendo in deserto un'ampia porzione di foresta, ma senza successo. Individua alla fine Gohan e lo attacca, venendo però fermato da Piccolo, che lo uccide con poca difficoltà. Il suo nome deriva dall'inglese dressing (ドレッシング?, doresshingu), che significa condimento.[1]
- Neize (ネイズ?, Neizu): un alieno dalla pelle color rosso mattone, molto alto e slanciato e dalla capacità di ritrarre la testa nelle spalle (similmente ad una tartaruga). Con un livello di combattimento di 163.000, è il più debole dei combattenti di Cooler ma nonostante ciò mette molto più in difficoltà Piccolo rispetto al collega Dore. Cooler lo incarica insieme agli altri di trovare Goku e suo figlio Gohan. Durante le ricerche riesce a trovare, insieme a Dore, Gohan, e lo attacca. Viene poi fermato da Piccolo, che lo uccide. Contro Piccolo sfodera una mossa speciale: può lanciare una scarica elettrica violacea che avvolge l'avversario, lo intrappola immobilizzandolo e lo folgora fino alla morte. Tuttavia anch'egli è vulnerabile all'attacco, infatti Piccolo riesce a toccarlo e rimandargli indietro la scarica, uccidendolo. Il suo nome deriva dal termine giapponese mayonēzu (マヨネーズ?), che significa maionese.[1]

## Distribuzione

### Edizione italiana
Il primo doppiaggio italiano del film, usato per l'uscita in VHS nel 1998 e per la trasmissione TV su Rai2 nel 2001, fu eseguito dalla Coop. Eddy Cortese di Roma e diretto da Fabrizio Mazzotta, con un cast differente da quello della serie TV. La terminologia venne mantenuta fedele alla versione italiana del manga. Come già nel film precedente, l'Hire Dragon viene chiamato semplicemente "draghetto".
Il film fu ridoppiato nel 2003 dal cast italiano di Dragon Ball Z per la trasmissione in due episodi (intitolati "Il fratello di Freezer" e "L'ira di Cooler") su Italia 1 nella serie Dragon Ball: La saga. Il ridoppiaggio fu effettuato dalla Merak Film di Milano e curato da Paolo Torrisi, con dialoghi in buona parte trascritti da quelli del primo doppiaggio. Tuttavia ci sono varie differenze in questo adattamento rispetto al precedente. Tra le principali: 
- la terminologia venne cambiata utilizzando quella dell'adattamento italiano della serie TV;
- alcuni dialoghi furono modificati per mitigare insulti e termini inadatti a un pubblico infantile;
- il nome di Cooler viene erroneamente pronunciato così come si scrive;
- furono aggiunti "pensieri" e dialoghi di pura fantasia in scene dove i personaggi non parlano (inclusa la narrazione, che in realtà è presente solo nel prologo).

Il ridoppiaggio è stato poi utilizzato per le successive trasmissioni TV e per l'uscita in DVD.

### Edizioni home video
L'edizione VHS del film fu prodotta da Dynamic Italia e distribuita da Terminal Video Italia nel 1998. La VHS conteneva il film con il primo doppiaggio.
L'edizione DVD fu prodotta da Dynit, nuova incarnazione della Dynamic Italia. Il 3 febbraio 2007 fu distribuita in edicola da De Agostini, mentre la distribuzione sul mercato avvenne l'11 aprile 2007 a opera della Terminal Video Italia. Mentre il master video è un semplice riversamento dalla precedente VHS, l'audio è disponibile in italiano in Dolby Digital 5.1 e in giapponese in 2.0. Poiché la versione italiana del film fu concessa da RTI, il DVD contiene esclusivamente il ridoppiaggio. Sono inclusi inoltre i sottotitoli in italiano e, come extra, landscapes e schede sui personaggi. Una nuova edizione DVD rimasterizzata, prodotta stavolta da Yamato Video, è stata allegata a La Gazzetta dello Sport e Corriere della Sera il 10 maggio 2017 col titolo Il destino dei Sayan; audio e sottotitoli sono gli stessi dell'edizione precedente.

## Accoglienza
Il film fruttò in patria un guadagno netto di 1,4 miliardi di yen, venendo visto da 3,9 milioni di spettatori.

## Altri media
Il 25 marzo 1992 Shūeisha pubblicò un anime comic con le foto del film, che fu importato in Italia da Star Comics nell'ottobre 1999.